# Dmitrij Joszifovics Ivanovszkij
Dmitrij Joszifovics Ivanovszkij (oroszul: Дмитрий Иосифович Ивановский; 1864. október 28. – 1920. április 20.) orosz mikrobiológus, növényfiziológus. A dohány betegségeit vizsgálva ő fedezte fel a vírusokat.

## Élete
Dmitrij Ivanovszkij 1864. október 28-án (a Gergely-naptár szerint november 9-én) született az Orosz Birodalom Szentpétervári kormányzóságában, a Lugai járásban, Nyizi faluban. A gimnáziumot kitüntetéssel végezte. 1883-ban beiratkozott a Pétervári Egyetem fizika-matematika szakára, amit 1888-ban végzett el. Az egyetem botanikai tanszékén kezdett el dolgozni, ahol a neves botanikus, Andrej Szergejevics Famincin vezetése alatt növényélettani és mikrobiológiai kutatásokat végzett. 1895-ben megvédte disszertációját és privátdocensi minőségben előadhatott; előbb az alsóbbrendű élőlények fiziológiáját, 1896-tól pedig növényélettant. 1901-től a Varsói Egyetem magántanára, 1903-tól pedig rendes professzora volt. Varsóban a női főiskolán is oktatott. 

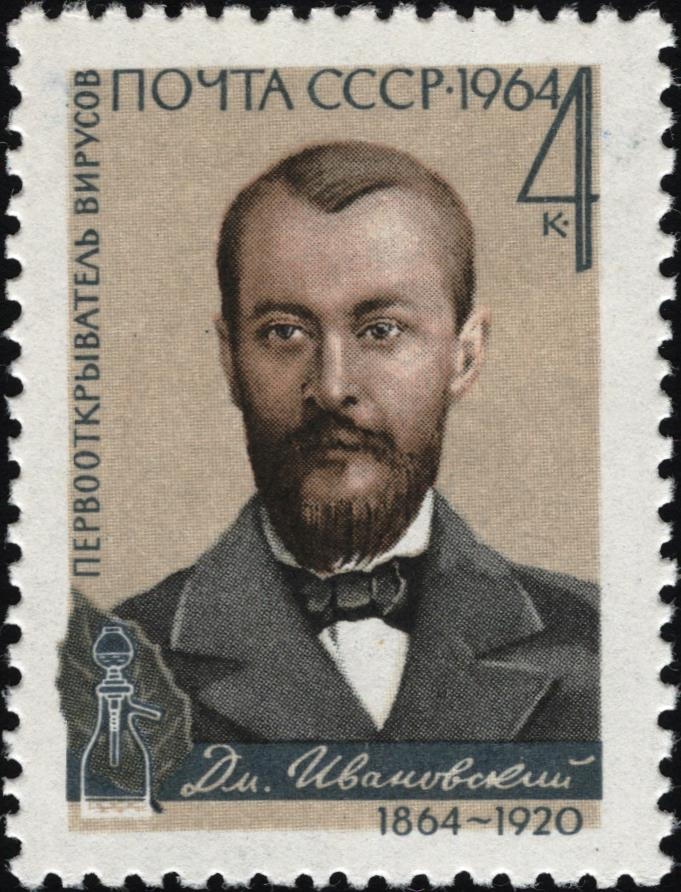
Dmitrij Ivanovszkij szovjet bélyegen

Már diákkorától kezdve tanulmányozta a növények betegségeit, köztük a dohányét Ukrajnában és Moldáviában. Feltételezte, hogy a dohánymozaik bakteriális eredetű, ezért a levelek kivonatát porcelánfilteren átszűrte, de úgy találta, hogy a szűrlet is képes továbbvinni a betegséget. Ivanovszkij ezt úgy magyarázta, hogy a mozaikbetegséget a baktériumok toxinja okozza. Erről szóló cikkét 1892-ben közölte, amivel - bár nem volt tudatában - megalapította a virológia tudományát. 1898-ban a holland Martinus Beijerinck megismételte Ivanovszkij kísérleteit, melynek eredményét úgy interpretálta, hogy a betegséget a szűrőn áthaladó fertőző ágens (amit ő folyékonynak gondolt) okozza és a latin méreg szó alapján elnevezte vírusnak. 
Ivanovszkij kutatta az alkoholos erjedést és az oxigén rá gyakorolt hatását, a klorofillt és a növények egyéb, fotoszintézisben részt vevő pigmentjeit. Több cikket írt a mikrobiológia mezőgazdasági hasznosíthatóságáról. Darwin követője volt, véleménye szerint az élőlények tulajdonságai a környezeti hatásoktól függenek. Mintegy 180 tudományos cikket közölt különböző témákban.  
Az első világháború kitörése után 1915-ben a Varsói Egyetemet Rosztov-na-Donuba evakuálták, de Ivanovszkij gondosan felszerelt laboratóriuma Lengyelországban maradt és Rosztovban mindent újra kellett kezdenie. Részt vett a társasági életben is, ő volt a Természetkutatói Társulat biológiai szakosztályának elnöke. 
Dmitrij Ivanovszkij 1920. április 20-án halt meg Rosztovban, mindössze 55 évesen. 1950-ben róla nevezték el a Szovjet Orvostudományi Akadémia virológiai intézetét, az akadémia pedig létrehozott egy Ivanovszkíj-díjat, amelyet a virológia terén kiemelkedőt alkotó kutatóknak adnak át háromévenként.

## Díjai
- Szent Sztanyiszlav-rend 3. fokozat
- Szent Anna-rend 3. fokozat
- Szent Sztanyiszlav-rend 2. fokozat
- Szent Anna-rend 2. fokozat
- Szent Vlagyimir-rend 4. fokozat

## Fordítás
- Ez a szócikk részben vagy egészben  a(z)   Ивановский, Дмитрий Иосифович című orosz Wikipédia-szócikk ezen változatának fordításán alapul.  Az eredeti cikk szerkesztőit annak laptörténete sorolja fel. Ez a jelzés csupán a megfogalmazás eredetét és a szerzői jogokat jelzi, nem szolgál a cikkben szereplő információk forrásmegjelöléseként.